# Anime music video
Gli anime music video (AMV), detti anche music anime douga (MAD) in wasei-eigo, sono filmati di breve durata, di carattere amatoriale, costituiti da una musica montata su immagini e video tratti da anime. Attraverso il video editing l'autore del filmato combina il video con un brano musicale di sua scelta, al fine di creare un vero e proprio videoclip. Tuttavia, trattandosi di opere che manipolano altre opere audio e video originali coperte dal diritto d'autore, se non debitamente autorizzati gli AMV sono illeciti.
La quasi totalità degli AMV è distribuita attraverso i principali canali di file sharing su internet. Molto spesso, nelle convention dedicate all'animazione giapponese, sono presenti vari concorsi dedicati agli AMV. Oltre agli anime, a volte per gli AMV vengono utilizzati anche filmati tratti da videogiochi, in particolare le cut-scene, ovvero i filmati in-game.
La libera composizione delle immagini può avere diversi fini: ricalcare la storia del soggetto originale, creare una storia alternativa, focalizzarsi sul testo della canzone in modo da ottenerne una rappresentazione visiva, oppure semplicemente creare un effetto audio-visivo gradevole, anche attraverso un medley di più anime differenti.

## Realizzazione
La creazione di un AMV richiede l'utilizzo di diverse tecniche di montaggio, atte a dare al videoclip un senso di continuità e unità:
- Editing: utilizzare differenti clip dalla fonte video e riuscire a rimontarli in una sequenza ben definita è forse il più importante fattore alla base della creazione di un valido AMV. Ovviamente, nella maggior parte dei casi si tende a far coincidere il ritmo del montaggio video con quello della colonna sonora, ciò è definito "timesetting".
- Effetti digitali: usando un software dedicato al video editing (generalmente un sistema di tipo non-linear video editing), il video originale può essere modificato in molteplici modi; alcuni effetti sono progettati per apparire impercettibilmente, altri invece sono fatti apposta per aumentare la sincronia con la fonte audio, o dare un particolare stile all'AMV.
- Lip-sync: questo termine, molto utilizzato con riferimento ai comuni videoclip musicali, riguarda la sincronizzazione video del movimento delle labbra di un personaggio con la fonte audio; in questo modo, sembra che il personaggio inquadrato stia cantando proprio la canzone in sottofondo. Il lip-sync caratterizza soprattutto gli AMV parodistici.
- Effetti speciali: alcuni creatori di AMV manipolano digitalmente le scene, includendovi animazioni 2D e 3D; tuttavia, essendo una tecnica che richiede maggiori competenze e mezzi più sofisticati, ciò non è molto frequente.

## Musica
Quasi tutti i generi musicali sono usati negli AMV. In particolare, molto spesso a fare da sottofondo sono canzoni J-pop, ma anche le stesse colonne sonore degli anime, nonché brani metalcore, heavy metal, rock e eurobeat.

## Distribuzione degli AMV
Ci sono diversi siti web grazie ai quali chiunque può sia vedere i lavori di diversi autori di AMV che pubblicare i propri, in modo che altri possano scaricarli o vederli. Due in particolare sono i principali siti di distribuzione degli AMV:
- YouTube: diversi autori di AMV inviano le proprie creazioni al sito di video sharing Youtube, che permette semplici procedimenti per caricare e vedere gli AMV. A causa della popolarità e della gran quantità di utenti del sito, YouTube è un canale privilegiato per la diffusione su larga scala di questi videoclip. Tuttavia, diversi creatori di AMV hanno espresso il loro disappunto riguardo alla forte compressione a cui i video sono sottoposti su Youtube, cosa che ne abbassa sensibilmente la risoluzione. Inoltre, a causa delle attuali leggi sul copyright, gli AMV (similmente a quello che accade per gli episodi degli anime) difficilmente rimangono a lungo reperibili su Youtube.
- Animemusicvideos.org: è un sito totalmente dedicato alla distribuzione ed al download di AMV. La struttura interna del sito è costituita da una comunità di utenti caratterizzata da una maggiore organizzazione e da diversi vantaggi rispetto a quella dei siti di video sharing generici. Il sito è inoltre dotato di un sistema di valutazione ben più complesso di quello di YouTube o Google Video. A differerenza di Youtube, Animemusicvideos.org è meno interessato da problematiche legate al copyright, anche se, nel novembre del 2005, l'etichetta discografica statunitense "Wind Up" (proprietaria dei diritti di band come Evanescence, Creed e Seether) ha costretto l'unico amministratore del sito a cancellare da quest'ultimo tutti gli AMV contenenti canzoni dei propri artisti.[2]